# William Thomas Beckford
William Thomas Beckford (1. října 1760 Fonthill, Wiltshire – 2. května 1844 Bath, Somerset) byl anglický politik, majitel plantáží, sběratel umění a preromantický spisovatel, autor gotického románu Vathek, ve kterém zkombinoval prvky hrůzostrašného románu s příběhy z arabského Orientu.

## Život
Narodil se do velmi bohaté rodiny. Jeho otec, který byl dvakrát zvolen londýnským starostou vlastnil rozsáhlé plantáže na Jamajce s mnoha otroky. Zemřel roku 1770, když bylo Beckfordovi deset let, a on se jako jeho jediný syn stal dědicem obrovského majetku.
Dostalo se mu vynikajícího soukromého vzdělání, když mezi jeho učiteli byl například Wolfgang Amadeus Mozart nebo malíř Alexander Cozens. Procestoval Nizozemi, Německo a Itálii. Roku 1779 se seznámil s Williamem Courtenayem a kvůli jejich vztahu byl roku 1784 skandalizován novinovým vydáním dopisů, které naznačovaly jejich homosexuální vztah..

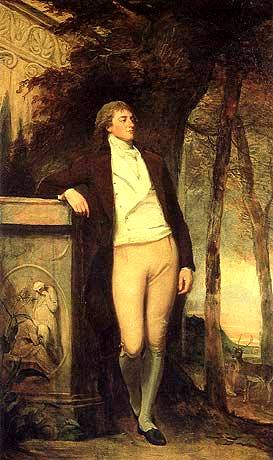
William Thomas Beckford roku 1782

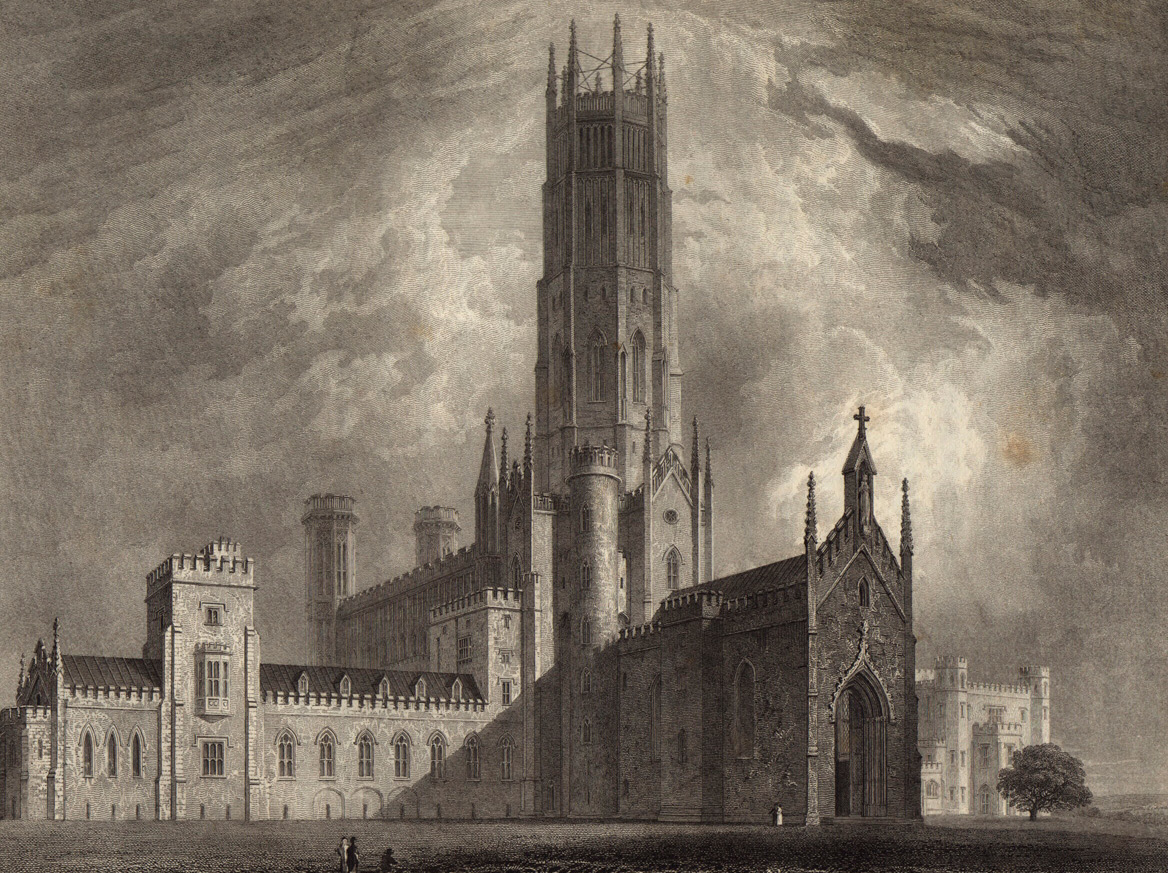
Fonthill Abbey (z knihy Delineations of Fonthill Abbey Johna Ruttera z roku 1823)

Roku 1783 se oženil se s lady Margaret Gordonovou, se kterou měl dvě dcery, a žil s ní až do její předčasné smrti při porodu roku 1786 ve Švýcarsku. Několik dalších let strávil ve Španělsku, Portugalsku a ve Francii (zde údajně v době dobytí Bastily a později také v době popravy krále Ludvíka XVI.)
Nakonec se usadil ve svém rodišti a po vzoru Horace Walpoleho si nechal od architekta Jamese Wyatta postavit sídlo v novogotickém slohu na způsob středověkého opatství se tři sta stop vysokou věží, která se během stavby zřítila a musela být postavena znovu. Toto sídlo, pojmenované Fonthill Abbey, vybavil přepychovým nábytkem, nádhernou knihovnou a obrazy starých mistrů a strávil v něm dvacet let shromažďováním starožitností. Věnoval se zde také svým uměleckým zálibám, ale i dalším obskurnějším zájmům (například okultismus, magie nebo obsedantní shromažďování informací o homosexuálních skandálech v Anglii). Jeho výstřední a také samotářský způsob života vedl pak k šíření různých skandálních pověstí.
Beckfordův naprostý nezájem o vlastní majetkové poměry vedl k tomu, že postupně rozprodával svá jamajská i anglická hospodářství a nakonec musel roku 1822 prodat i Fonthill Abbey, jehož věž se krátce poté podruhé zřítila. Usadil se zchudlý, ale stále bohatý v Bathu, kde si na kopci Lansdowne Hill vystavěl v neoklasicistním slohu další „vznešenou stavbu“ pojmenovanou Lansdown Tower (dnes Beckford's Tower), ve které pobýval až do své smrti v důsledku chřipky v roce 1844.
Pochován byl nejprve na hřbitově Bath Abbey Cemetery, ale když nechala jedna z jeho dcer Susan (provdaná za vévodu z Hamiltonu) vysvětit pozemek kolem Lansdown Tower na hřbitov (Lansdown Cemetery), byl jeho sarkofág přenesen tam.

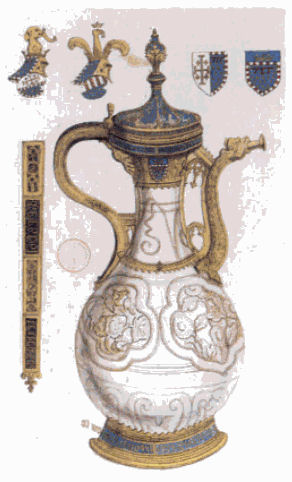
Fonthilská váza z Beckfordových uměleckých sbírek datovaná do první poloviny 14. století - první spolehlivě známý vzorek čínského porcelánu, který se dostal do Evropy.

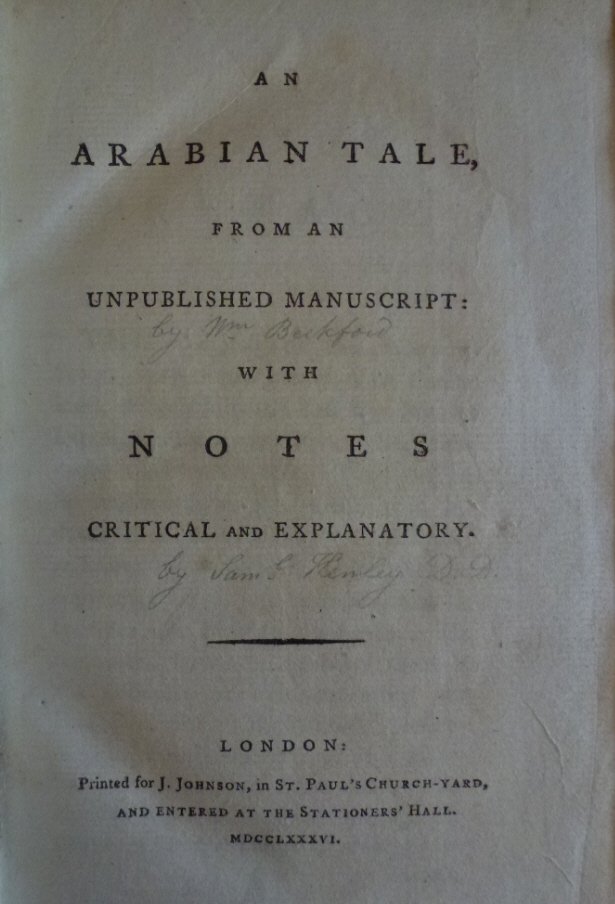
Titulní list prvního anglického vydání románu Vathek z roku 1786

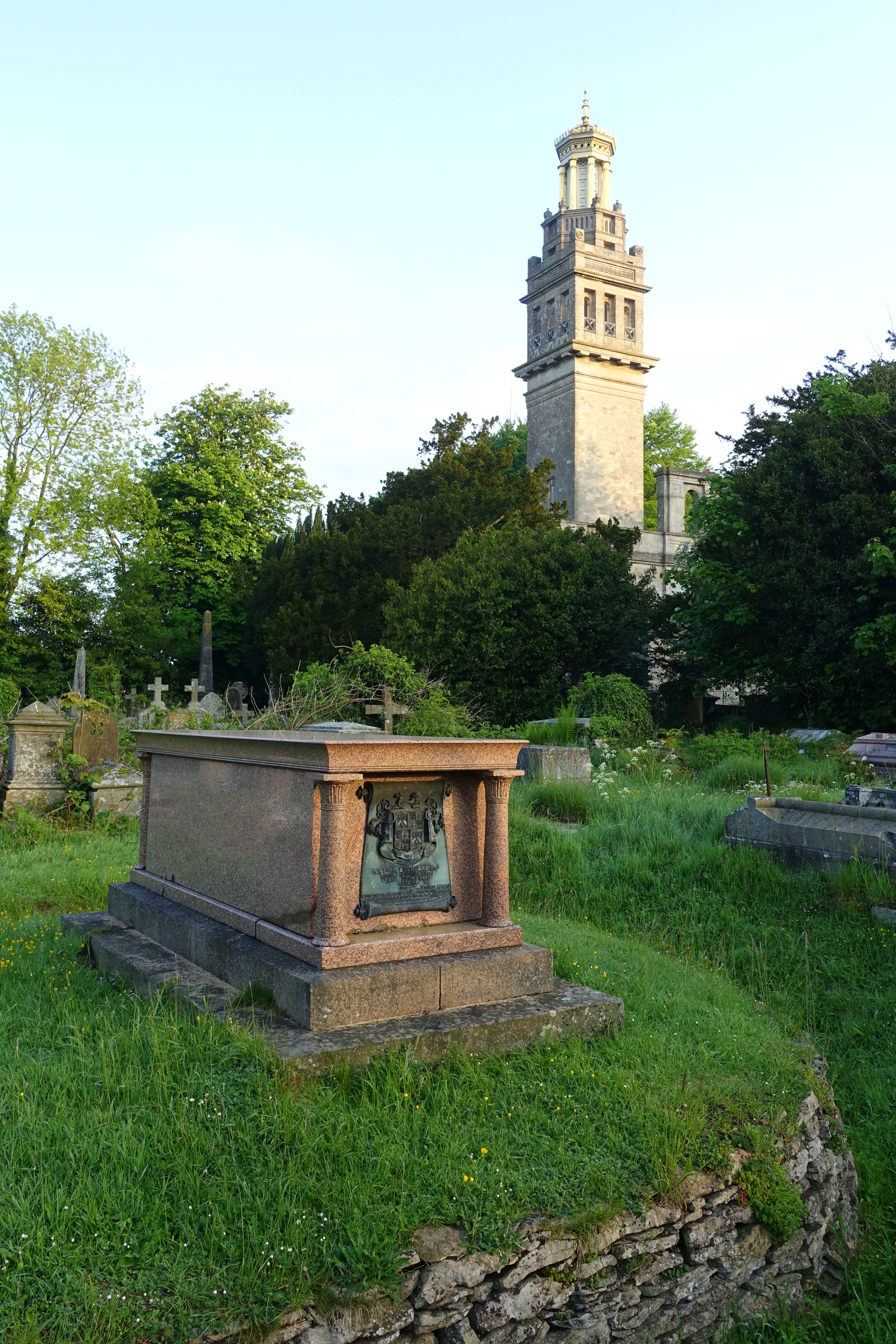
Hrob Williama Beckforda, v pozadí Lansdown (dnes Beckford's) Tower

Vztah k umění měl již od raného věku díky své výchově. Inklinoval především k literatuře a je znám hlavně pro svůj gotický román Vathek, který napsal francouzsky ve svých dvaceti dvou letech a který vyšel poprvé roku 1786 v anglickém překladu reverenda Samuela Henleyho, Psal také hudební skladby, ve kterých projevil svůj přirozený smysl pro melodii a pro formu písně.
Kromě umělecké činnosti byl také politikem, členem Dolní sněmovny britského parlamentu v letech 1784 až 1793 a znovu v letech 1806 až 1820.

## Výběrová bibliografie
- Memoirs of Extraordinary Painters (1780, Paměti výjimečných malířů), satirické dílo, které se skládá z pěti parodických imaginárních paměti neexistujících malířů žijících údajně v Evropě v období od konce 15. do konce 17. století, ve kterých Beckford vtipem tepal současné umělce a tuctovou kritiku.[10]
- Vathek (1786), gotický román prvně vydaný s názvem An Arabian Tale (Arabský příběh) jako překlad starobylého arabského rukopisu, autorovo nejznámější dílo, ve kterém zkombinoval prvky hrůzostrašného románu s příběhy z arabského Orientu. Román byl původně napsán ve francouzštině roku 1782 a prvně vyšel bez autorova vědomí v anglickém překladu reverenda Samuela Henleyho. Vypráví příběh abbásovského chalífy Vatheka (vzorem pro něho byl skutečný chalífa al-Váthik vládnoucí v letech 842–847), který společně se svou ambiciózní matkou Karathis vykoná celou řadu ukrutných a bezbožných skutků, jejichž cílem bylo získat nadpřirozené vlastnosti, za což jsou oba nakonec potrestáni v pekle ovládaném padlým andělem Iblísem k věčnému bloudění s hořícím srdcem.[11]
- Modern Novel Writing (1796, Psaní modernich románů), satira na sentimentální a senzační romány autorovy doby.
- Azemia (1797), román parodující soudobé sentimentální a senzační romány.
- Letters from Italy with Sketches of Spain and Portugal (1834, Dopisy z Itálie s črty ze Španělska a Portugalska), dílo vyznačující se mistrnými popisy a skvělými postřehy.
- Recollections of an Excursion to the Monasteries of Alcobaca and Batalha (1835, Vzpomínky na návštěvu klášterů Alcobaça a Batalha), s jemným vtipem napsaný cestopis z návštěvy portugalských klášterů Alcobaça a Batalha.[10]
- Episodes of Vathek (Epizody z Vatheka), příběhy, které si vypravují tři odsouzenci v Iblísově paláci. Měly být původně součástí románu, ale zůstaly v rukopise a vydány byly až roku 1912.[4]

## Hudební adaptace
- Vathek (1903), symfonická báseň amerického skladatele Horatia Parkera.[12]
- Vathek (1931), symfonická báseň portugalského skladatele Luíse de Freitase Branca.[13]
- Vathek (1982), album španělského hudebníka Luise Delgada.[14]

## Česká vydání
- Kalif Vathek, Královské Vinohrady: František Adámek 1911, přeložil Jan Reichmann, auto byl onylem uveden jako John Beckford.
- Vathek. In: Anglický gotický román. Praha: Odeon 1970. přeložila Hana Skoumalová.
- Vathek, Praha: Městská knihovna v Praze 2019, přeložila Hana Skoumalová, elektronická kniha.